# 靈獸
靈獸，又稱瑞獸或吉祥獸，即祥瑞之獸，是指寓意吉祥的動物，可以是現實中真實存在的，也可以是神話傳說和虛構的。古人相信靈獸出現時，會伴隨祥瑞、聖賢出世等大事。
中國的四大吉祥兽为：麒麟、凤凰、龜、龙，另外還有東方青龍、南方朱雀、西方白虎、北方玄武、九尾狐、貔貅等等也是屬於瑞獸。吉祥兽的表现形式多种多样，其中以书画、雕刻为主。瑞獸是原始人群體的一種圖騰崇拜，是中國歷史上最早的一種文化現象。他們從遠古時代一直沿存至今。四大吉祥兽中，除龟以外其他三种都为傳說中的形象，因此从造型上来说各个地方各个时代会有差别。

## 中國著名之靈獸

### 天之四靈
在漢代傳統文化中，朱雀、玄武、青龍、白虎是為四象，分別代表南北東西四個方向。中國傳統方位是以南方在上方，和現代以北方在上方不同，所以會說前朱雀（南）、後玄武（北）、左青龍（東）、右白虎（西）來表示。統御這四象的神獸為黃龍。
- 朱雀

朱雀在中國傳統文化中是四象之一，上古四大神獸之一。它是代表南方的靈獸，正南在八正卦為中為離火，根據五行學說，南方屬火為紅色，代表的季節是夏季。是一種紅色的類似於鳥的生物，與鳳凰狀如錦雞，五彩羽毛不同，其身覆火焰，終日不熄。近代人多有將其與鳳凰混淆者，然而兩者相近而不相同，鳳有五色，象徵着仁義禮智信五德，同時亦象徵五行，而朱雀僅為五行中火者。很多人錯誤認為朱雀就是鳳凰或是鳳凰的一種，但實際上朱雀與鳳凰是兩種完全不同的生物。
- 玄武

玄武是中國傳統文化的四象之一，上古四大神獸之一。它是代表北方的靈獸，正北在八正卦為中為坎水，根據五行學說，北方屬水為黑色，形象是黑色的蛇纏繞着龜身或龜身蛇尾（可作龜蛇），代表的季節是冬季。道教中後將玄武人格化為真武大帝加以崇拜。西遊記中雖有將玄武人格化的情況，唯僅談及其手下有龜、蛇二將，卻未表明真武大帝本體特徵。
- 青龍

青龍在中國傳統文化中是四象之一，上古四大神獸之一。它是代表東方的靈獸，正東在八正卦為中為震雷、巽風，根據五行學說，東方屬木為青色，故乃青色的龍，代表的季節是春季。
- 白虎

白虎在中國傳統文化中是四象之一，上古四大神獸之一。它是代表西方的靈獸，正西在八正卦為中為乾天、兌澤，根據五行學說，西方屬金為白色，形象是一隻白色的虎，代表的季節是秋季。

### 四靈
是指被人們奉為靈獸之首的四靈獸：龍、龜、鳳和麒麟。
- 龜

龜的長壽以及聖獸玄武的影響，被人們視為長壽的象徵，傳說中的玄武長得像烏龜，是烏龜的祖先，因為玄武的後代不斷地演變，最終才變成為龜。而傳說中的四大靈獸中的龜，是玄武的後代，生活在海中，如同小島大小，活動較不劇烈，壽命是上萬年。
- 龍

在民間，龍的地位十分高。其主要的能力為呼風喚雨，能給大地降雨，因為龍是天庭降雨的使者，能夠讓人們豐衣足食，所以在農業社會中備受崇拜。龍是中華文化的重要圖騰，其是否存在無直接科學證據，因此也有人認為龍可能是過度神化的生物。
- 鳳

鳳的頭似錦雞、身如鴛鴦，有大鵬的翅膀、仙鶴的腿、鸚鵡的嘴、孔雀的尾。居百鳥之首。在夏文明中是最高貴女性的代表，與男性象徵"龍"相配。
- 麒麟

麒麟其實是一種統稱：雄性稱麒，雌性稱麟。在神話傳說中，麒麟與龍、鳳、龜一同稱之為四靈，也就是所謂的四大靈獸。實際上，麒麟不只是靈獸，也是祥瑞的代表。麒麟又被稱之為“騏麟”“麒麟之才”，首似龍，形如马，状比鹿，尾若牛尾，據說能活兩千年。性情溫和，不傷人畜，不踐踏花草，故稱為仁獸。傳說孔子生時，有麒麟到其院中口吐玉書，而王於西郊狩獵到麒麟後不久，孔子便去世。

### 四凶
四凶分別是：饕餮、混沌、檮杌和窮奇。窮奇、饕餮作為鎮墓守門、驅邪納祥的瑞獸形象廣泛應用，演變為護衛神獸。
- 饕餮

饕餮的樣貌十分猙獰，長有一張恐怖的大嘴，佔據了整個臉龐。利齒如同鋸子一般，嘴略彎曲內勾。眼睛被嘴擠到腋下，雙目炯炯，赫然有神。饕餮身軀龐大，足有數十丈，頭顱就佔了整個身軀的一半，行動快速，宛如疾風。饕餮見什麼吃什麼，不管是人類還是糧食，無論看到什麼都會被他毫不猶豫地吞入肚內。奇怪的是，饕餮頭大身小，牠吃下的食物無人知曉存放在哪裡。
- 混沌

似豬但無頭無尾有翅膀。《山海经》第二卷《西山经》云：“又西三百五十里曰天山，多金玉，有青雄黄，英水出焉，而西南流注于汤谷。有神鸟，其状如黄囊，赤如丹火，六足四翼，浑敦无面目，是识歌舞，实惟帝江也。”
- 檮杌

長得人頭虎腿長有野豬獠牙。
- 窮奇

傳說窮奇的大小如牛，外貌像老虎，全身皮毛極為堅硬，就連刀劍都砍不破。窮奇的背後還有一雙巨大的翅膀，飛行速度極快。窮奇的叫聲像狗，並且以人類為食。性情乖僻，不僅喜歡吃人，還以人為樂。窮奇有個奇怪的癖好，那就是吃人的鼻子。崇尚邪惡的窮奇經常玩弄人類，甚至鼓勵人類做壞事，每當窮奇看到別人吵架的時候，通常會咬掉有理方的鼻子，如果聽說哪個人正直、忠誠、老實，窮奇就會去他們的家裡大肆破壞，如果聽說有人善妒、說謊、行惡，牠就會獵取野獸贈予那人，是一頭善惡觀念完全顛倒的神獸。窮奇其實是四大凶獸中最貪玩、最乖戾的一個，而牠的凶獸之名絕非虛有其表。

### 其他
- 諦聽

中國神話中的神獸，相傳其能分辨世間一切善惡賢愚，相傳是地藏王菩薩的座騎。常被供奉於佛寺地藏殿案側。造型虎頭、犀角、犬耳、龍身、獅尾、麒麟足，特異別緻，不同於凡間動物。
- 貔貅

中國古代神話傳說中的一種神獸，龍頭、馬身、麟（麒麟）腳，形狀似獅子，毛色灰白，會飛。貔貅兇猛威武，喜吸食魔怪的精血，並轉化為財富，因此許多現代人將牠做為手鍊，希望能招財，並說它在天上負責的巡視工作，阻止妖魔鬼怪、瘟疫疾病擾亂天庭。但其說法並未見於古代文獻中
- 獬豸

中國古時傳說中的神獸，外觀似羊（或說似鹿），頭頂正中有長獨角，有短尾，尾巴像蝸牛，羊蹄。喜歡居住在水邊，性情忠貞，若見二人相鬥，牠就會以角撞不對的一方；見二人爭吵則會去咬理虧者，因其與生俱有辨別是非，公正不阿的本能，所以自古視為神獸。
- 騶虞

中國傳說中的仁獸，虎軀獅身，白尾黑紋，且不吃活著的動物。
- 白泽

中国传说中的神兽，虎首、龙或麒麟身、双角、有毛髮，能说人话，是可使人逢凶化吉的吉祥兽。
- 飞廉

中国神话中的神獸，掌管風。

## 相关
- 妖精
- 精怪
- 妖怪
- 传说生物
  - 中国传说生物
- 吉祥物